# HD 110506
HD 110506，又名CP-55 5197，SAO 240179、HR 4834，是一颗恒星，视星等为6，位于銀經301.77，銀緯6.68，其B1900.0坐标为赤經12h 37m 27.6s，赤緯-55° 6.68′ 39″。